# Kabatana arthuri
Kabatana arthuri är en svampart som först beskrevs av J. Lom, Dyková & F. Shaharom, och fick sitt nu gällande namn av J. Lom, Dyková & K. Tonguthai 2000. Kabatana arthuri ingår i släktet Kabatana, ordningen Microsporida, klassen Microsporea, divisionen Microspora och riket svampar.   Inga underarter finns listade i Catalogue of Life.